# Championnat du Koweït de football 2012-2013
Navigation
Saison précédente Saison suivante
La saison 2012-2013 du Championnat du Koweït de football est la cinquante-et-unième édition du championnat de première division au Koweït. La Premier League regroupe les huit meilleurs clubs du pays, regroupés au sein d'une poule unique où ils s'affrontent trois fois au cours de la saison, à domicile et à l'extérieur. À l'issue du championnat, il n'y a pas de relégation et six clubs de deuxième division sont promus afin de créer une élite à 14 clubs à partir de la saison prochaine.
C'est le club d'Al Kuwait Kaifan qui remporte le championnat cette saison après avoir terminé invaincu en tête du classement final, avec douze points d'avance sur le tenant du titre, Qadsia Sporting Club et quatorze sur Al Arabi Koweït. C'est le onzième titre de champion du Koweït de l'histoire du club.
Les deux premiers à l'issue de la saison se qualifient pour le tour préliminaire de la Ligue des champions de l'AFC 2014.

## Les clubs participants
| - Al Arabi Koweït - Al-Salmiya SC - Kazma Sporting Club - Al Salibikhaet SC - Promu de First Division | - Al Nasr Koweït - Al Kuwait Kaifan - Qadsia Sporting Club - Al Jahra |

## Compétition

### Classement
Le barème utilisé pour établir le classement est le suivant :
- Victoire : 3 points
- Match nul : 1 point
- Défaite : 0 point

| Rang | Équipe           | Pts | J  | G  | N | P  | Bp | Bc | Diff |
| ---- | ---------------- | --- | -- | -- | - | -- | -- | -- | ---- |
| 1    | Al-Kuwait        | 53  | 21 | 16 | 5 | 0  | 54 | 13 | +41  |
| 2    | Qadsia T'C'      | 41  | 21 | 11 | 8 | 2  | 39 | 16 | +23  |
| 3    | Al-Arabi         | 39  | 21 | 11 | 6 | 4  | 35 | 20 | +15  |
| 4    | Al-Nasr          | 22  | 21 | 6  | 4 | 11 | 20 | 29 | -9   |
| 5    | Al-Jahra         | 21  | 21 | 5  | 6 | 10 | 15 | 26 | -11  |
| 6    | Al-Salibikhaet P | 19  | 21 | 5  | 4 | 12 | 18 | 47 | -29  |
| 7    | Al-Salmiya       | 19  | 21 | 4  | 7 | 10 | 15 | 30 | -15  |
| 8    | Kazma            | 15  | 21 | 3  | 6 | 12 | 17 | 32 | -15  |

|  | Qualification pour le tour préliminaire de la Ligue des champions de l'AFC 2014     |
|  | Qualification pour la Coupe du golfe des clubs champions 2014                       |
|  | Qualification pour la Coupe de l'UAFA 2013-2014                                     |
|  | T : Tenant du titre C : Vainqueur de la Coupe du Koweït P : Promu de First Division |

### Matchs
| Résultats (▼dom., ►ext.) | ARB | JHR | KWT | NSR | SAL | SLM | KAZ | QAD | ARB | JHR | KWT | NSR | SAL | SLM | KAZ | QAD |
| Al Arabi Koweït          |     | 1-1 | 1-1 | 3-1 | 1-1 | 0-1 | 4-3 | 0-0 |     | 0-2 |     | 1-0 | 2-0 |     | 3-0 |     |
| Al Jahra                 | 0-2 |     | 1-3 | 2-1 | 3-1 | 0-0 | 1-4 | 1-1 |     |     |     | 1-0 |     |     | 1-0 | 2-2 |
| Al Kuwait Kaifan         | 2-2 | 3-0 |     | 1-0 | 4-1 | 1-0 | 4-1 | 1-1 | 3-0 | 2-0 |     |     |     | 5-0 |     |     |
| Al Nasr Koweït           | 0-1 | 0-0 | 1-3 |     | 3-0 | 4-2 | 1-0 | 0-3 |     |     | 1-4 |     | 2-2 | 2-2 |     | 2-1 |
| Al Salibikhaet SC        | 0-3 | 1-0 | 1-5 | 0-1 |     | 3-0 | 0-0 | 0-3 |     | 1-0 | 0-5 |     |     | 1-0 |     | 1-5 |
| Al-Salmiya SC            | 1-4 | 0-0 | 0-0 | 0-0 | 2-0 |     | 1-1 | 0-2 | 0-2 | 1-0 |     |     |     |     | 0-0 |     |
| Kazma SC                 | 0-2 | 2-0 | 2-4 | 2-0 | 1-1 | 0-3 |     | 0-0 |     |     | 0-1 | 0-1 | 0-3 |     |     |     |
| Qadsia Sporting Club     | 2-2 | 1-0 | 0-1 | 1-0 | 7-1 | 3-1 | 0-0 |     | 2-1 |     | 1-1 |     |     | 2-1 | 2-1 |     |

#### Barrage de promotion-relégation
Le 7e de première division affronte le vice-champion de D2 lors d'un barrage disputé en matchs aller-retour.
| Équipe 1       | Résultat | Équipe 2   | Alleer | Retour |
| -------------- | -------- | ---------- | ------ | ------ |
| Al-Shabab (D2) | 2 - 5    | Al-Salmiya | 1 - 3  | 1 - 2  |

## Bilan de la saison
| Championnat du Koweït de football 2012-2013           |                       |
| Champion                                              | Al-Kuwait (11e titre) |
| Coupes et trophées                                    |                       |
| Vainqueur de la Coupe du Koweït 2012-2013             | Qadsia                |
| Qualifications continentales                          |                       |
| Ligue des champions de l'AFC 2014 (tour préliminaire) | Al-Kuwait             |
| Ligue des champions de l'AFC 2014 (tour préliminaire) | Qadsia                |
| Coupe du golfe des clubs champions 2014               | Al Nasr Koweït        |
| Coupe du golfe des clubs champions 2014               | Al Jahra              |
| Coupe de l'UAFA 2013-2014                             | Al-Arabi              |
| Promotions et relégations                             |                       |
| Promus en Premier League                              | Al-Fehayheel          |
| Promus en Premier League                              | Al-Sahel              |
| Promus en Premier League                              | Al-Shabab             |
| Promus en Premier League                              | Al-Tadamon            |
| Promus en Premier League                              | Khaitan               |
| Promus en Premier League                              | Al-Yarmouk            |
| Relégués en First Division                            | Aucun                 |